# Йохан I (Пфалц-Зимерн)
Йохан I (на немски: Johann I von Simmern; * 15 май 1459, Щаркенбург; † 27 януари 1509, Щаркенбург) от род Вителсбахи (линия Пфалц-Зимерн), е пфалцграф и херцог на Пфалц-Зимерн от 1480 до 1509 г.

## Живот
Той е син и наследник на херцог Фридрих I (1417 – 1480) и съпругата му Маргарета фон Гелдерн (1436 – 1486), дъщеря на херцог Арнолд от Егмонт (1410 – 1473) от Херцогство Гелдерн. Майка му е сестра на шотландската кралица Мария Гелдерландска, съпругата на крал Джеймс II.
Йохан I се грижи за разширяването на резиденцията Зимерн. Той започва строежа на църквата Св. Стефан и кметството. Завършва строежа на манастир Бад Кройцнах.
През 1480 г. той наследява от баща си Зимерн-Спонхайм. Йохан I остава неутрален през Ландсхутската наследствена война.

## Фамилия
Йохан I се жени през 1481 г. за Йохана фон Насау-Саарбрюкен (1464 – 1521), дъщеря на граф Йохан II фон Насау-Саарбрюкен (1423 – 1472). Те имат децата:
- Фридрих (*/† 1490)
- Йохан II (1492 – 1557), пфалцграф и херцог на Пфалц-Зимерн
- Фридрих (1494 – ?), домпропст в Страсбург